# Chuma Okeke
Chukwuma „Chuma“ Okeke (* 18. August 1998) ist ein US-amerikanischer Basketballspieler.

## Laufbahn
Okeke, dessen Vater aus Nigeria stammt, wuchs in Atlanta (US-Bundesstaat Georgia) auf und spielte für die örtliche Westlake High School. 2017 wechselte er an die Auburn University und bestritt für die Hochschulmannschaft bis zum Ende des Spieljahres 2018/19 72 Partien (9,9 Punkte und 6,3 Rebounds/Einsatz). Er machte dort mit seiner guten Wurftechnik, seiner Vielseitigkeit und seiner Treffsicherheit beim Distanzwurf von sich reden. Er erlitt jedoch Ende März 2019 einen Kreuzbandriss im linken Knie und wurde anschließend operiert.
Im April 2019 gab er seinen Wechsel ins Profilager bekannt. Die Orlando Magic sicherten sich die Rechte an Okeke beim Draftverfahren der NBA im Juni 2019 an 16. Stelle. Okeke verpasste jedoch sein erstes Profijahr aufgrund der am College erlittenen Kreuzbandverletzung. Aufgrund der erlittenen Verletzung unterzeichneten die Magic mit Okeke vorerst keinen Vertrag. Stattdessen unterzeichnete Okeke einen Einjahresvertrag bei Orlandos Farmteam, den Lakeland Magic, in der NBA G-League, dort bestritt er in der Saison 2019/20 kein Spiel, arbeitete aber im Einzeltraining an seiner Rückkehr aufs Spielfeld. Im November 2020 wurde er von Orlando unter Vertrag genommen. Am Jahresende 2020 verletzte er sich abermals am linken Knie.
Er spielte bis 2024 in Orlando. Anfang August 2024 wurde er von den New York Knicks verpflichtet, Ende September desselben Jahres wieder aus dem Aufgebot gestrichen und Anfang Oktober 2024 dann erneut verpflichtet. Im weiteren Verlauf desselben Monats verlor Okeke wieder seinen Platz in der New Yorker Mannschaft, wurde somit kurz vor dem Saisonbeginn vereinslos. Er setzte seine Laufbahn bei den Westchester Knicks in der NBA G-League fort. Für die Mannschaft erzielte er im Spieljahr 2024/25 in 16 Begegnungen im Durchschnitt 17,3 Punkte. Im Februar 2025 kehrte Okeke in die NBA zurück und wurde Mitglied der Philadelphia 76ers, die ihn mit einem Vertrag für zehn Tage ausstatteten. Mitte März 2025 erhielt er von Philadelphia einen weiteren Vertrag über die gleiche Zeitspanne. Anschließend wurde er von den Cleveland Cavaliers bis zum Ende der Saison 2024/25 verpflichtet.
Im Sommer 2005 unterschrieb Okeke einen Zweijahresvertrag beim spanischen Verein Real Madrid.

## Karriere-Statistiken

### NBA

#### Hauptrunde
| Saison  | Team    | GP  | GS | MPG  | FG % | 3P % | FT % | RPG | APG | SPG | BPG | PPG |
| ------- | ------- | --- | -- | ---- | ---- | ---- | ---- | --- | --- | --- | --- | --- |
| 2020–21 | Orlando | 45  | 19 | 25.2 | .417 | .348 | .750 | 4.0 | 2.2 | 1.1 | 0.5 | 7.8 |
| 2021–22 | Orlando | 70  | 20 | 25.0 | .376 | .318 | .846 | 5.0 | 1.7 | 1.4 | 0.6 | 8.6 |
| 2022–23 | Orlando | 27  | 8  | 19.2 | .352 | .302 | .762 | 3.6 | 1.4 | 0.7 | 0.4 | 4.7 |
| 2023–24 | Orlando | 47  | 8  | 9.2  | .357 | .280 | .571 | 1.7 | 0.4 | 0.2 | 0.1 | 2.3 |
| Gesamt  | Gesamt  | 189 | 55 | 20.3 | .383 | .318 | .789 | 3.7 | 1.5 | 0.9 | 0.4 | 6.3 |

#### Play-offs
| Saison  | Team    | GP | GS | MPG | FG % | 3P % | FT %  | RPG | APG | SPG | BPG | PPG |
| ------- | ------- | -- | -- | --- | ---- | ---- | ----- | --- | --- | --- | --- | --- |
| 2023–24 | Orlando | 2  | 0  | 5.0 | .667 | .500 | 1.000 | 0.0 | 0.5 | 0.0 | 0.0 | 3.0 |
| Gesamt  | Gesamt  | 2  | 0  | 5.0 | .667 | .500 | 1.000 | 0.0 | 0.5 | 0.0 | 0.0 | 3.0 |